# Fußball-Weltmeisterschaft 2010/Griechenland
Dieser Artikel behandelt die griechische Fußballnationalmannschaft bei der Fußball-Weltmeisterschaft 2010 in Südafrika.

## Qualifikation
Die Griechen starteten mit einem klaren Sieg in Luxemburg erfolgreich in die WM-Qualifikation. In den darauffolgenden zwei Partien wurden auch Lettland und Moldawien besiegt. Nachdem die Griechen die ersten drei Partien ohne Gegentreffer überstanden, durchbrach der Schweizer Alexander Frei in der folgenden Partie diese Serie. Mit einem verwandelten Elfmeter kurz vor der Pause erzielte er die Führung für die Gäste. Nachdem Angelos Charisteas ausgleichen konnte, sorgte Blaise Nkufo für den Sieg der Schweizer Fussballnationalmannschaft.
In den folgenden zwei Partien gegen Israel konnte Griechenland ein Unentschieden in Ramat Gan und wenige Tage später einen Heimsieg in Iraklio verbuchen. Auch die zweite Partie gegen die Schweizer endete mit einer Niederlage. Stéphane Grichting und Marco Padalino konnten sich als Torschützen auszeichnen lassen, während der griechische Abwehrspieler Loukas Vyntra zuvor des Feldes verwiesen wurde. Auch in der folgenden Partie gegen Moldawien konnten die Hellenen keine drei Punkte einfahren und mussten sich nach dem späten Ausgleichstreffer mit einem Punkt begnügen. In den abschließenden zwei Qualifikationsspielen gelang es der Mannschaft zwei Siege gegen Lettland und Luxemburg einzufahren. Dabei sorgte Theofanis Gekas mit vier Toren gegen die Letten quasi im Alleingang für den Sieg der Gastgeber, nachdem die Letten zur Pause noch geführt hatten.
Nach zehn Partien in der Gruppe belegte Griechenland den zweiten Rang und kämpfte in zwei Barrage-Partien gegen die Ukraine um eine Teilnahme an der Weltmeisterschaft. Nachdem das Hinspiel in Athen torlos endete, sorgte Dimitrios Salpingidis im Rückspiel für den einzigen Treffer der Partie. Griechenland qualifizierte sich damit für die Fußball-Weltmeisterschaft 2010. Bester Torschütze Griechenlands während der Qualifikation war Theofanis Gekas, der zehn Tore erzielen konnte. Griechenland startete die Weltmeisterschaft 2010 in einer Gruppe mit Südkorea, Nigeria und Argentinien.
|  | Luxemburg – Griechenland                                                         |  | 0:3 (0:2) |
|  | Torschützen: Vasilios Torosidis, Theofanis Gekas, Angelos Charisteas             |  |           |
|  | Lettland – Griechenland                                                          |  | 0:2 (0:1) |
|  | Torschützen: Theofanis Gekas (2)                                                 |  |           |
|  | Griechenland – Moldawien                                                         |  | 3:0 (2:0) |
|  | Torschützen: Angelos Charisteas (2), Konstantinos Katsouranis                    |  |           |
|  | Griechenland – Schweiz                                                           |  | 1:2 (0:1) |
|  | Torschützen: Angelos Charisteas; Alexander Frei, Blaise Nkufo                    |  |           |
|  | Israel – Griechenland                                                            |  | 1:1 (0:1) |
|  | Torschützen: Omer Golan; Theofanis Gekas                                         |  |           |
|  | Griechenland – Israel                                                            |  | 2:1 (1:0) |
|  | Torschützen: Dimitrios Salpingidis; Giorgos Samaras, Elyaniv Barda               |  |           |
|  | Schweiz – Griechenland                                                           |  | 2:0 (0:0) |
|  | Torschützen: Stéphane Grichting, Marco Padalino                                  |  |           |
|  | Moldawien – Griechenland                                                         |  | 1:1 (0:1) |
|  | Torschützen: Valeriu Andronic; Theofanis Gekas                                   |  |           |
|  | Griechenland – Lettland                                                          |  | 5:2 (1:2) |
|  | Torschützen: Theofanis Gekas (4), Giorgos Samaras; Māris Verpakovskis (2)        |  |           |
|  | Griechenland – Luxemburg                                                         |  | 2:1 (2:0) |
|  | Torschützen: Vasilios Torosidis, Theofanis Gekas; Avraam Papadopoulos (Eigentor) |  |           |
|  | Griechenland – Ukraine                                                           |  | 0:0 (0:0) |
|  | Torschützen: Fehlanzeige                                                         |  |           |
|  | Ukraine – Griechenland                                                           |  | 0:1 (0:1) |
|  | Torschützen: Dimitrios Salpingidis                                               |  |           |

## Griechisches Aufgebot
| Nr.               | Name                     | Verein vor WM-Beginn | Geburtstag | Spiele   | Tore     |          |          |          |          |
| Torhüter          | Torhüter                 | Torhüter             | Torhüter   | Torhüter | Torhüter | Torhüter | Torhüter | Torhüter | Torhüter |
| ----------------- | ------------------------ | -------------------- | ---------- | -------- | -------- | -------- | -------- | -------- | -------- |
| 1                 | Konstantinos Chalkias    | PAOK Thessaloniki    | 30.05.1974 | 0        | 0        | 0        | 0        | 0        |          |
| 12                | Alexandros Tzorvas       | Panathinaikos Athen  | 12.08.1982 | 3        | 0        | 0        | 0        | 0        |          |
| 13                | Michalis Sifakis         | Aris Thessaloniki    | 09.09.1984 | 0        | 0        | 0        | 0        | 0        |          |
| Abwehrspieler     |                          |                      |            |          |          |          |          |          |          |
| 2                 | Georgios Seitaridis      | Panathinaikos Athen  | 04.06.1981 | 1        | 0        | 0        | 0        | 0        |          |
| 4                 | Nikolaos Spyropoulos     | Panathinaikos Athen  | 10.10.1983 | 1        | 0        | 0        | 0        | 0        |          |
| 5                 | Evangelos Moras          | FC Bologna           | 26.08.1981 | 1        | 0        | 0        | 0        | 0        |          |
| 8                 | Avraam Papadopoulos      | Olympiakos Piräus    | 03.12.1984 | 3        | 0        | 0        | 0        | 0        |          |
| 11                | Loukas Vyntra            | Panathinaikos Athen  | 05.02.1981 | 3        | 0        | 0        | 0        | 0        |          |
| 15                | Vasilios Torosidis       | Olympiakos Piräus    | 10.06.1985 | 3        | 1        | 1        | 0        | 0        |          |
| 16                | Sotirios Kyrgiakos       | FC Liverpool         | 23.07.1979 | 2        | 0        | 0        | 0        | 0        |          |
| 19                | Sokratis                 | CFC Genua            | 09.06.1988 | 2        | 0        | 1        | 0        | 0        |          |
| 22                | Stelios Malezas          | PAOK Thessaloniki    | 11.03.1985 | 0        | 0        | 0        | 0        | 0        |          |
| Mittelfeldspieler |                          |                      |            |          |          |          |          |          |          |
| 3                 | Christos Patsatzoglou    | Omonia Nikosia       | 19.03.1979 | 2        | 0        | 0        | 0        | 0        |          |
| 6                 | Alexandros Tziolis       | AC Siena             | 13.02.1985 | 3        | 0        | 1        | 0        | 0        |          |
| 10                | Giorgos Karagounis       | Panathinaikos Athen  | 06.03.1977 | 3        | 0        | 0        | 0        | 0        |          |
| 18                | Sotirios Ninis           | Panathinaikos Athen  | 03.04.1990 | 2        | 0        | 0        | 0        | 0        |          |
| 21                | Konstantinos Katsouranis | Panathinaikos Athen  | 21.06.1979 | 3        | 0        | 1        | 0        | 0        |          |
| 23                | Athanassios Prittas      | Aris Thessaloniki    | 09.01.1979 | 0        | 0        | 0        | 0        | 0        |          |
| Stürmer           |                          |                      |            |          |          |          |          |          |          |
| 7                 | Giorgos Samaras          | Celtic Glasgow       | 21.02.1985 | 3        | 0        | 1        | 0        | 0        |          |
| 9                 | Angelos Charisteas       | 1. FC Nürnberg       | 09.02.1980 | 1        | 0        | 0        | 0        | 0        |          |
| 14                | Dimitrios Salpingidis    | Panathinaikos Athen  | 18.08.1981 | 2        | 1        | 0        | 0        | 0        |          |
| 17                | Theofanis Gekas          | Hertha BSC           | 23.05.1980 | 2        | 0        | 0        | 0        | 0        |          |
| 20                | Pantelis Kapetanos       | Steaua Bukarest      | 08.06.1983 | 1        | 0        | 0        | 0        | 0        |          |
| Trainer           |                          |                      |            |          |          |          |          |          |          |
|                   | Otto Rehhagel            |                      | 09.08.1938 |          |          |          |          |          |          |

## Spiele

### Vorrunde
| Rang | Land         | Tore | Punkte |
| ---- | ------------ | ---- | ------ |
| 1    | Argentinien  | 7:1  | 9      |
| 2    | Südkorea     | 5:6  | 4      |
| 3    | Griechenland | 2:5  | 3      |
| 4    | Nigeria      | 3:5  | 1      |

Nachdem die Mannschaft die erste Partie gegen Südkorea verlor, genügte auch der Sieg gegen Nigeria nicht zum Weiterkommen, da die Griechen das Spiel gegen den Gruppenfavoriten Argentinien erwartungsgemäß verloren. Trotzdem war es die bislang erfolgreichste WM-Teilnahme der Griechen, nachdem man 1994 noch punkt- und torlos ausgeschieden war. Trainer Otto Rehhagel trat nach dem Ausscheiden nach fast neun Jahren als griechischer Nationaltrainer zurück.
- Samstag, 12. Juni 2010, 13.30 Uhr in Port Elizabeth
 Südkorea –  Griechenland 2:0 (1:0)
- Donnerstag, 17. Juni 2010, 16 Uhr in Bloemfontein
 Griechenland –  Nigeria 2:1 (1:1)
- Dienstag, 22. Juni 2010, 20.30 Uhr in Polokwane (Pietersburg)
 Griechenland –  Argentinien 0:2 (0:0)